# Martin, Louisiana
Martin är en ort i Red River Parish i delstaten Louisiana, USA.